# Walter Dworakivsky
Walter Dworakivsky (* 7. April 1929 in Mount Carmel/Pennsylvania) ist ein US-amerikanischer Komponist und Musikpädagoge.
Der Sohn ukrainischer Einwanderer wurde als Vladimir Skrobiak geboren. Sein leiblicher Vater starb 1933, und 1955 nahm er offiziell den Namen seines Stiefvaters an und wechselte den Vornamen Vladimir zu Walter. In seiner Jugend spielte er Klarinette und Klavier, begann jedoch zunächst an der University of Pittsburgh ein zahnmedizinisches Studium. Nach zwei Jahren wechselte er an die Duquesne University, wo er Musik und Musikerziehung studierte, in der Universitätsband spielte und die Duquesne University's US Air Force ROTC Band leitete. Zwei Jahre wirkte er an der Lackland Air Force Base in San Antonio, Texas, und nahm in dieser Zeit Kompositionsunterricht bei Roy Harris. Danach studierte er an der Columbia University Musikwissenschaft und -erziehung sowie Komposition bei Dan Harrison.
Dworakowski wirkte als Musikpädagoge in Heightstown und Westfield, New Jersey, und von 1968 bis 1993 in Whitehall, Pennsylvania. Daneben leitete er den Ukrainian Men's Chorus of Lehigh Valley und unterrichtete fünf Jahre Kirchenmusik am St. Sophia Ukrainian Orthodox Theological Seminary in South Bound Brook, New Jersey. Zudem war er zehn Jahre lang Pianist der Charlie Burns Band in Skytop und von 1994 bis 2001 Soloklarinettist der Allentown Marine Band. Neben Klavierwerken komponierte Dworakievsky Stücke für Orchester, Blasorchester sowie Chorwerke.

## Quelle
- Alliance Publications, Inc. - D - Dworakivsky, Walter

| Personendaten    | Personendaten                                 |
| ---------------- | --------------------------------------------- |
| NAME             | Dworakivsky, Walter                           |
| KURZBESCHREIBUNG | US-amerikanischer Komponist und Musikpädagoge |
| GEBURTSDATUM     | 7. April 1929                                 |
| GEBURTSORT       | Mount Carmel (Pennsylvania)                   |